# Cynorta mayi
Cynorta mayi is een hooiwagen uit de familie Cosmetidae.